# Cilindro (meccanica)

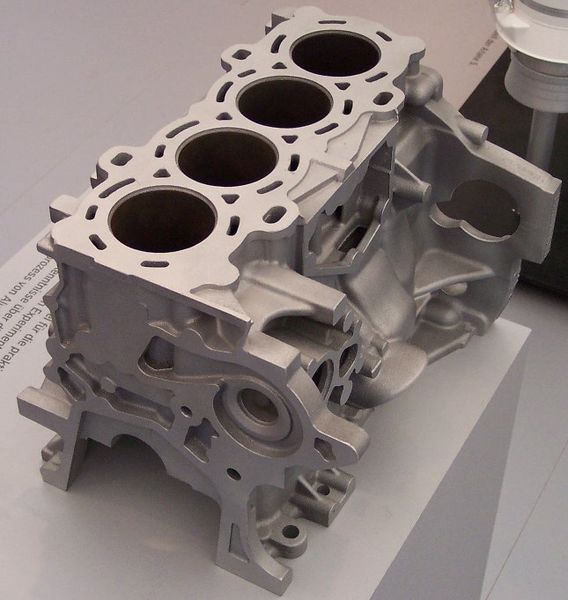
Cilindri a monoblocco con canne siamesi

Il cilindro è un componente del motore nel quale scorre con moto lineare alternato il pistone, come nella maggior parte dei motori veicolari stradali, o rotativo (motore rotativo) come nel caso di "pistoni rotativi" ad esempio del tipo Wankel, sia all'inverso per comprimere un fluido partendo da un moto rotante o lineare alternativo.

## Introduzione
Il cilindro ha caratteristiche definite e generalmente è un corpo cavo con un rivestimento interno chiamato canna o camicia. La camicia ha una geometria tronco-conica a motore freddo, per limitare i problemi di tenuta. Sono stati creati anche cilindri ovali (Honda NR), così come anche per i motori rotativi.
A completarlo al fine di ottenere quello che sarà poi chiamato blocco motore ci sono i seguenti componenti:
- uno stantuffo (pistone) che vi scorre all'interno in maniera ermetica
- uno stelo (biella), collegato allo stantuffo, utilizzato per trasmettere il moto ad un organo esterno
- le testate (una sola nel caso di motori endotermici alternativi).

Il pistone, scorrendo nella camera cilindrica varia la pressione del fluido in questa.
All'interno del cilindro si possono usare fluidi diversi a seconda delle necessità e dell'impiego. I più usati sono l'aria, e in quel caso si parla di cilindro pneumatico, oppure l'olio e in quel caso si parla di cilindro idraulico.

## Cilindri a fluido
I cilindri a fluido, meglio noti come cilindri pneumatici, vengono utilizzati per trasformare la pressione di un fluido (aria compressa, olio, ecc.) in una forza.
I cilindri pneumatici (detti anche pistoni pneumatici o attuatori pneumatici) vengono utilizzati per la movimentazione nella automazione industriale, utilizzano aria compressa a bassa pressione (normalmente da 2 a 10 bar) e possono raggiungere dimensioni medie (da 7 a 220 mm di diametro e oltre).
La forza di spinta varia con l'alesaggio e con la pressione di alimentazione. Si va, quindi, da qualche centinaio di grammi a 4 ton.
Il gruppo cilindro-pistone può essere a effetto semplice, a doppio effetto oppure rotanti.
Si dicono semplici nel caso in cui la spinta sia applicata a un solo lato del pistone. Questi possono essere muniti di molla per il ritorno automatico dello stantuffo.
Si definiscono a doppio effetto se possono compiere lavoro da entrambe le direzioni. Sia a semplice che a doppio effetto si possono avere cilindri multi stadi e telescopici, in cui lo stelo è cavo e diventa cilindro per lo stadio successivo. Questi ultimi sono generalmente a semplice effetto e senza molla di ritorno. Se si crea un'azione rotante allora i cilindri sono detti rotativi e possono generare moto facendo sì che il fluido compresso vada a lavorare su una palmola collegata all'asse di rotazione.
I cilindri idraulici sono in grado di compiere lavori più gravosi rispetto ai fratelli pneumatici e possono raggiungere dimensioni decisamente maggiori.

## Motori volumetrici

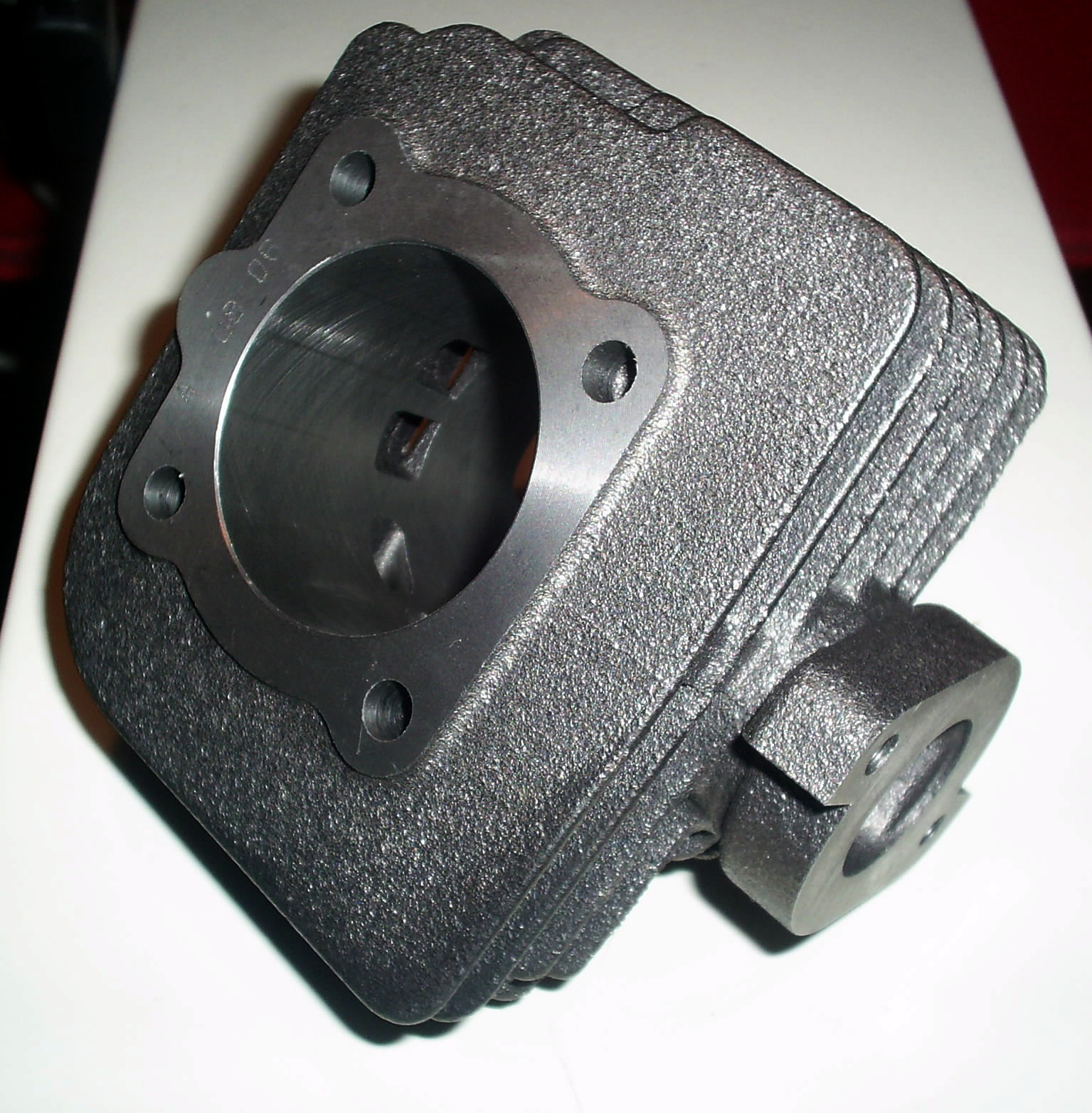
Cilindro per un motore a 2T Raffreddamento ad aria

Nel motore endotermico a movimento alternativo, il cilindro è un corpo cavo ricavato direttamente all'interno del monoblocco o impiantato successivamente. Al suo interno scorre il pistone, il cui stelo è chiamato biella. Quest'ultimo componente è collegata all'albero a gomito che trasforma il moto traslatorio in moto rotatorio.
In un motore automobilistico o motociclistico il numero di cilindri varia tra uno e sedici (come ad esempio per la Bugatti Veyron o la Cadillac V16). La numerazione dei cilindri parte dal lato distribuzione.
Nonostante vengano prediletti motori con numero pari di cilindri, per l'efficienza e la rotondità di funzionamento, esistono casi di motori automobilistici con 3 o 5 cilindri, mentre soluzioni con numero dispari di cilindri più elevato non sono attualmente adottate in propulsori per automobili e mezzi terrestri generici (sebbene non siano mancati in passato studi e prototipi per competizioni).
La statunitense JRL Cycles ha realizzato una motocicletta propulsa da un motore radiale (in configurazione stellare) a 7 cilindri, disposto longitudinalmente. Il motore è prodotto dalla Rotec: di derivazione aeronautica, è raffreddato ad aria ed è uno dei motori più grandi mai montati su una motocicletta. Risulta in fase di studio una soluzione simile a 9 cilindri.
Motori 4 tempi
Motori in cui i cilindri hanno sezione circolare. Per evitare che la temperatura sviluppata durante le varie fasi del ciclo termodinamico sia troppo elevata, vengono muniti di vari sistemi di raffreddamento, che possono essere ad aria, liquido o entrambi.
Motori 2 tempi
Motori in cui i cilindri, oltre alle caratteristiche del cilindro per motore a quattro tempi, hanno degli speciali condotti chiamati travasi, fondamentali per il funzionamento del motore.
Mancanti spesso, proprio per questo, delle valvole.
Un'altra peculiarità è il riscaldamento non omogeneo del cilindro, infatti si ha un maggiore riscaldamento del cilindro non solo nella zona apicale (camera di combustione), ma anche attorno alla luce di scarico, determinando un riscaldamento non omogeneo rispetto a quanto invece avviene in un motore a quattro tempi.
Motori Wankel
Motori aventi cilindri con le stesse caratteristiche del cilindro 2 tempi, ma con una forma di tipo epitrocoide. Questo per il principio di funzionamento del motore, in cui il pistone non ha un moto alternato, ma di tipo planetario.
Motori aeronautici stellari: esempi
Furono anche prodotti motori aeronautici con un numero dispari di cilindri. Ne fu un esempio il motore rotativo Siemens-Halske Sh III con 11 cilindri da 160 hp, raffreddato ad aria, montato sul caccia Siemens-Schuckert D.III (prodotto dal 1918).

Soluzioni con 13 cilindri o più sono state adottate in vari motori aeronautici, uno tra questi fu il Napier Sabre con 24 cilindri in configurazione ad H.

## Tipologie costruttive
Esistono vari tipi di camicia:
- Integrale, quando essa è parte del cilindro stesso, come nel caso dei cilindri di ghisa, dove non si usa nessun tipo di riporto
- A secco quando si utilizza un materiale differente dal quello del cilindro
  - Riportata quando il materiale viene riportato direttamente sulla superficie interna del cilindro, formando con esso un tutto indivisibile (se non tramite asportazione meccanica e successivo riporto).
  - Removibile quando è un elemento fisico indipendente e viene applicato all'interno del cilindro.
- In umido quando la camicia è un elemento fisico indipendente e viene applicato all'interno del cilindro, andando anche a formare la parete interna del circuito di raffreddamento dei sistemi a liquido. Quest'ultimo tipo di sistema permette un raffreddamento migliore rispetto ai sistemi a secco.

## Raffreddamento del cilindro
Il raffreddamento del cilindro è essenziale, perché evita che il calore eccessivo provochi un grippaggio del pistone durante il suo libero scorrere nel cilindro. I tipi di raffreddamento più usati sono:
- Raffreddamento a liquido: prevede la presenza di condotti dell'acqua nella parete del cilindro, che viene raffreddato cedendo calore al liquido. Il liquido solitamente circola all'interno di un circuito che può essere chiuso (nella maggior parte delle applicazioni terrestri) o aperto (questa soluzione è principalmente utilizzata nelle applicazioni marine). Nel caso del circuito chiuso per raffreddare il liquido si fa spesso uso di radiatori o di altre soluzioni che abbassino fisicamente la temperatura del liquido stesso (indicativamente intorno al 30%), mentre nelle applicazioni che prevedono il circuito aperto (come per esempio nei motori per imbarcazioni) viene usato come refrigerante il liquido nel quale è immerso il mezzo (di locomozione). Una pompa infatti si occupa di pescare il liquido, mandarlo in circolazione nel circuito e rigettarlo all'esterno.
- Raffreddamento ad aria: prevede la presenza di alette metalliche che estendono la superficie esterna del cilindro, in modo da migliorare lo scambio termico tra cilindro e aria. Questo tipo di raffreddamento, nonostante la semplicità, ha un minore rendimento rispetto al raffreddamento a liquido, soprattutto nei motori di medie-grosse dimensioni. Ad oggi trova comunque applicazione nei piccoli motori come per esempio quelli per modellismo o piccoli motocicli e in generale in tutti i casi nei quali il guadagno in termini di rendimento proprio a soluzioni alternative non ripagherebbe lo svantaggio in termini di complessità e peso. Viene comunque tutt'oggi mantenuto su molti motori a vista (es. motocicli), pur raffreddati a liquido, principalmente per ragioni estetiche.

Un particolare tipo di raffreddamento ad aria prende il nome di raffreddamento ad aria forzata, in cui una ventola spinge aria fredda sul cilindro. Alcuni piccoli motori aeronautici sono progettati in modo che l'elica stessa oltre a fungere da elemento propulsivo eserciti altresì questa funzione.

## Materiali dei cilindri
I materiali utilizzati per la fabbricazione dei cilindri sono:
- Alluminio, è un materiale leggero, con una elevata conducibilità termica, ma data la sua bassa durezza richiede dei trattamenti per poter supportare l'attrito con il pistone, le leghe di alluminio utilizzate in genere sono AlSi12, AlSi7 e AlSi9 C1 Mg[6], mentre per il riporto contro l'usura sono stati usati:
  - la cromatura, uno dei primi trattamenti utilizzati, abbandonato a causa della sua tendenza a sfogliarsi
  - Ni-Kasil  consiste in uno strato di riporto di nickel nella cui matrice sono annegati cristalli di carburo di silicio
  - Cermetal rivestimento dall'elevato costo e durezza
  - Ghisa
  - Canna estraibile generalmente in acciaio ed utilizzata in rari casi (generalmente motori di modellini).
- Ghisa, è un materiale pesante, essendo un materiale molto duro può essere utilizzato anche senza riporti di altri materiali, in alcuni casi su un cilindro in ghisa veniva riportata una camicia in acciaio. La ghisa utilizzata può essere ghisa grigia lamellare oppure ghisa sferoidale.[7]
- Acciaio, generalmente viene utilizzato solo per le canne cilindro estraibili.
- Plastica, polimero speciale ideato alla fine degli anni '60 da Matthew Holtzberg, che permette di produrre un motore di plastica, con solo alcuni rivestimenti per le zone di attrito e della camera di combustione[8]

## Riparazione

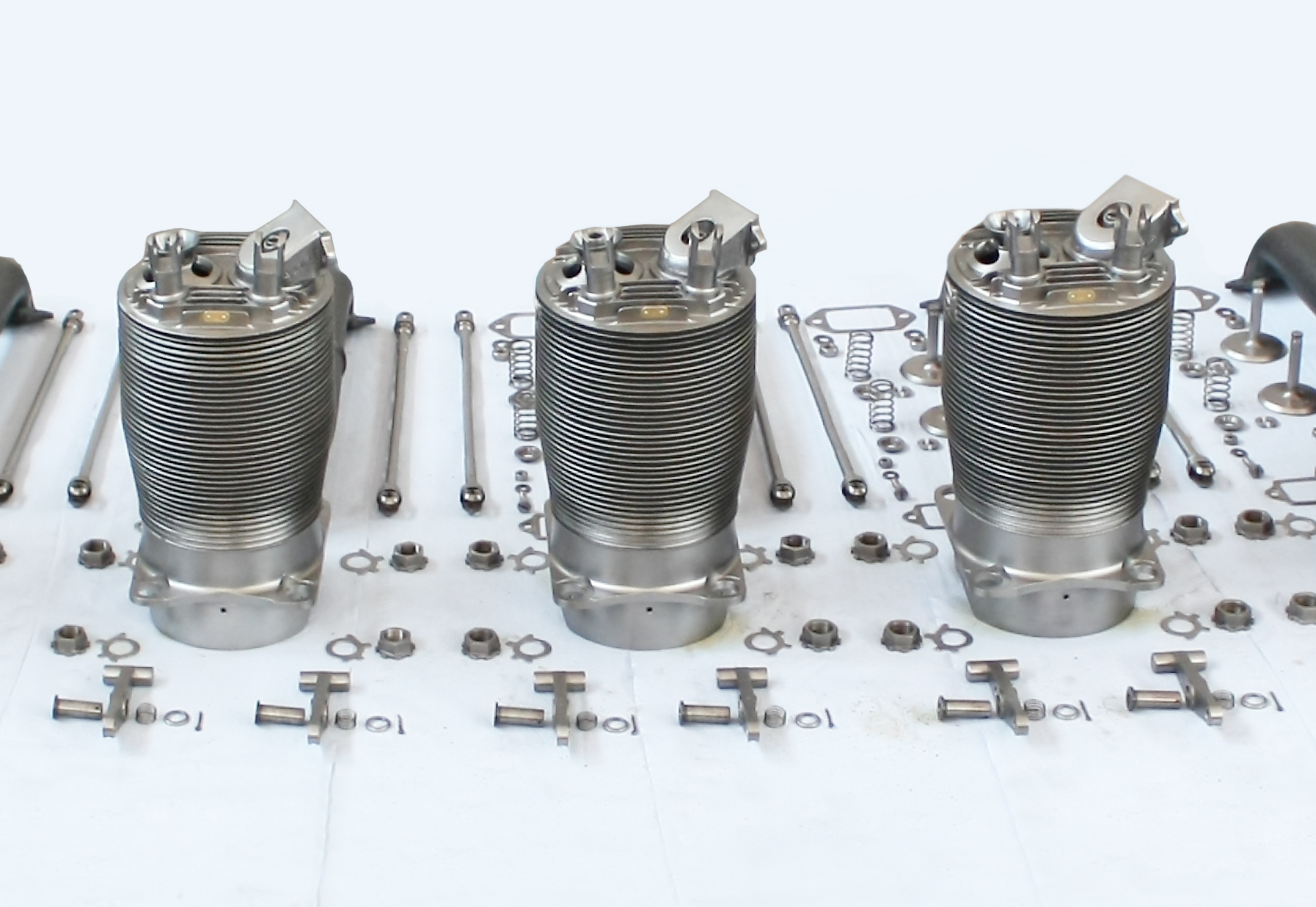
Cilindri del motore aeronautico Siemens Halske Sh.IIIa durante il restauro al Museo storico dei motori e dei meccanismi di Palermo.

Le riparazioni variano a seconda del tipo di materiale utilizzato per il cilindro.
- T-shape o finitura a tratti incrociati, prevede la creazione di microrighe con inclinazione variabile di 2°-45°, che serve ad aumentare lo spessore del film lubrificante ed a renderlo più omogeneo lungo tutta la superficie, questa è l'ultima operazione da eseguire sul cilindro prima della sua messa in opera.
- Lucidatura/Lappatura, quest'operazione consiste nel far ritornare la superficie del cilindro perfettamente liscia, con una lavorazione minimale della superficie per rimuovere i segni d'usura o di piccole aderenze o scaldate.
- Alesatura o Rettifica, quest'operazione consiste nel far ritornare la superficie del cilindro liscia ed omogenea tramite l'asportazione di materiale, quest'operazione è tranquillamente eseguibile sui cilindri in ghisa, mentre per quanto riguarda i cilindri in alluminio si può solo alesare e si devono rispettare i limiti di lavorazione del costruttore e che sono molto restrittivi, per questo si può eseguire solo se si è leggermente rovinata la superficie della canna cilindro o si deve correggere un'eventuale ovalizzazione.
- Riporto, quest'operazione consiste nel sostituire il riporto originario (Cermetal, Nikasil o cromatura) con uno nuovo, per fare ciò bisogna prima rettificare e/o alesare il cilindro e poi apportare il riporto; quest'operazione è dedicata solo ai cilindri in alluminio quando questi subiscono un "grippaggio" o una "rigatura", ma è un'operazione molto costosa e che non è sempre possibile eseguire.
- Saldatura in caso di grippare profonde o crepe nel cilindro è necessario riportare materiale tramite saldatura e rimuovere il difetto.
- Sostituzione canna, quest'operazione è molto semplice, ma sono molto pochi i motori che adoperano questa soluzione, che generalmente è riservata ai motori di modellini.

## Accorgimenti

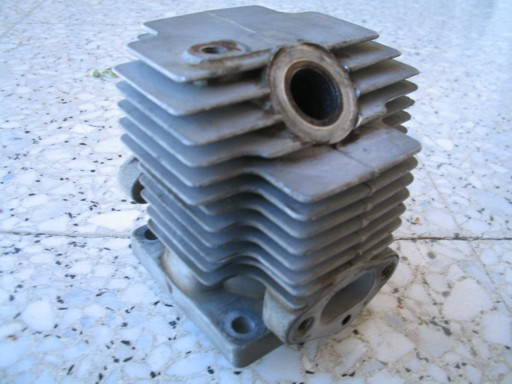
Cilindro con la testata integrata

Sui cilindri possono essere applicati determinati accorgimenti:
- Canna removibile, questo permette una più facile e rapida manutenzione del motore.
- Canne siamesi, nei motori pluricilindrici con due o più cilindri affiancati si ha l'assenza dei sistemi di raffreddamento nelle parti che si interpongono tra le due canne, permettendo di ridurre cospicuamente l'ingombro laterale del motore, dove la parete che divide le canne può arrivare anche a soli 5 millimetri come nel caso delle Honda CBR 1000RR del 2010 e della Yamaha YZF-R1 del 2010.[9]
- Anello antidetonante, quest'anello viene utilizzato esclusivamente nelle competizioni per via del costo e consiste nell'utilizzo di un anello di rame (più duro dell'alluminio e con maggiore conducibilità termica) che viene applicato a caldo su una sede ricavata nel cilindro, generalmente quest'anello ha un profilo quadrato di 2 millimetri.
Quest'accorgimento permette d'aumentare notevolmente il punto d'autoaccensione e ridurre le probabili detonazioni che generalmente seguono questo fenomeno.
- Monoblocco, in questo caso il cilindro è tutt'uno con il basamento superiore, questo permette di ridurre i costi, migliorare la resistenza meccanica e ridurre le vibrazioni.
- Integrazione della testata o cilindro cieco, in questo caso la testata è un unico pezzo con il cilindro, questa soluzione è utilizzata sui motori più economici e che generalmente utilizzano il raffreddamento ad aria, questo perché permette di ridurre i costi e le vibrazioni, tale soluzione è facilmente utilizzabile sui motori a due tempi, mentre sui motori a quattro tempi risulta più difficoltosa e richiede comunque una parte della testata scomponibile per via degli organi della distribuzione.
Questa soluzione venne usata anche in ambito agonistico con il motore quadriciclindrico Ferrari 500 F2 del 1952 e dal motore della Offenhauser per le gare a indianapolis
- Monoblocco con testata integrata, in questo caso si ha la testata, il cilindro e il basamento superiore che sono tutt'uno.